# Lindved Å
Lindved Å är ett cirka 23 km långt vattendrag på ön Fyn i Danmark. Det ligger i Region Syddanmark, i den södra delen av landet. Lindved Å mynnar i Odense Å.